# Dürrröhrsdorf-Dittersbach
Dürrröhrsdorf-Dittersbach est une commune de Saxe (Allemagne), située dans l'arrondissement de Suisse-Saxonne-Monts-Métallifères-de-l'Est, dans le district de Dresde, et proche de la rivière Wesenitz.
Dürrröhrsdorf-Dittersbach compose des villages suivants:
- Dobra 330 habitants
- Dürrröhrsdorf-Dittersbach 2300 habitants
- Elbersdorf 370 habitants
- Porchendorf 480 habitants
- Sturza 420 habitants
- Wilschdorf 715 habitants
- Wünschendorf 360 habitants